# غادة جريشة
غادة جريشة ممثلة مصرية من مواليد 9 أكتوبر 1985، وتنتمي لأسرة أبو جريشة بالاسماعيلية. بدأت العمل السينمائي في سن الثامنة عشر مع فيلم «ديل السمكة» عام 2003. حصلت على لقب ملكة جمال القارات عام 2009.

## قائمة أعمالها
فيلم «الحب الأول» للمخرج حامد سعيد عام 1999.
فيلم «ديل السمكة» للمخرج سمير سيف عام 2003.
فيلم «عمليات خاصة» للمخرج عثمان أبو لبن عام 2007.
سيت كوم «نوسة وبسبوسة» للمخرج أسد فولادكار 2009.
مسلسل «حكاية عائلة توتو» للمخرج عادل مكين عام 2009.
فيلم «بنتين من مصر» للمخرج محمد أمين عام 2010.
مسلسل «السائرون نياما» للمخرج محمد فاضل (مخرج) عام 2010.
مسلسل «الحارة» للمخرج سامح عبد العزيز عام 2010.
فيلم «المماليك» للمخرج أحمد إسماعيل الحريري عام 2013.
مسلسل «بين السرايات» للمخرج سامح عبد العزيز عام 2015.
مسلسل «النص التاني» للمخرج وائل فهمي عبد الحميد عام 2017.
مسلسل «خيانة عهد» للمخرج سامح عبد العزيز عام 2020.

## وصلات خارجية
https://elcinema.com/person/1105151/ غادة جريشة
https://messi50.ahlamontada.com/t9-topic غادة جريشة
https://www.knopedia.com/biography/ar/ghada-grisha/ غادة جريشة
https://karohat.com/Person/7976d368-cfaa-4526-aa92-a4eca120fa58 غادة جريشة